# Svarîcivka, Icinea
Svarîcivka (în ucraineană Сваричівка) este un sat în comuna Krupîcipole din raionul Icinea, regiunea Cernihiv, Ucraina.

## Demografie
Componența lingvistică a localității Svarîcivka
     Ucraineană (98,72%)
     Alte limbi (1,28%)
Conform recensământului din 2001, majoritatea populației localității Svarîcivka era vorbitoare de ucraineană (98,72%), existând în minoritate și vorbitori de alte limbi.